# James Scully
James Nicholas Scully (San Antonio, 10 aprile 1992) è un attore statunitense.

## Biografia
James Scully è nato a San Antonio e ha studiato recitazione all'Otterbein University.
Dopo aver recitato nei teatri nell'Off-Broadway, nel 2017 ha fatto il suo esordio sul piccolo schermo nella serie televisiva Quantico. L'anno successivo ha ottenuto il suo primo ruolo di rilievo quando ha interpretato JD nella serie televisiva Heathers, a cui è seguito il ruolo principale di Forty Quinn nella seconda stagione di You. Sul grande schermo ha recitato in alcuni film, tra cui Il suo ultimo desiderio e Fire Island.
È dichiaratamente gay.

## Filmografia parziale

### Cinema
- Straight Up, regia di James Sweeney (2019)
- Il suo ultimo desiderio (The Last Thing He Wanted), regia di Dee Rees (2020)
- Fire Island, regia di Andrew Ahn (2022)
- Problemista, regia di Julio Torres (2023)

### Televisione
- Sublets - serie TV, 1x1 (2016)
- Quantico - serie TV, 2x5 (2017)
- Heathers - serie TV, 10 episodi (2018)
- 9-1-1 - serie TV, 2x10 (2018)
- You - serie TV, 11 episodi (2019-2021)
- Modern Love - serie TV, 2x7 (2021)
- Titans - serie TV, 9 episodi (2023)

## Doppiatori italiani
Nelle versioni in italiano delle opere in cui ha recitato, James Scully è stato doppiato da:
- Gianluca Cortesi in Quantico
- Alessio Puccio in You
- Alessandro Campaiola in Fire Island
- Federico Di Pofi in Titans